# Hitac (pripovijest)
Hitac - pripovijest Aleksandra Sergejeviča Puškina iz ciklusa Belkinove pripovijesti, napisana 1830. i izdana 1831.

## Siže
Pripovjedač u djelu je jedan od svjedoka događaja koji se dogodio u vrijeme dok je služio kao vojni časnik u nekom malom mjestu. Tamo je upoznao Silvija ("...činilo se da je Rus, ali je imao strano ime."), husara u mirovini, te su postali vrlo dobri prijatelji. Bio je na glasu kao vrlo sumoran čovjek, ali izvrstan strijelac. Jednom ga je zbog karata uvrijedio mladi časnik, no odbio je izaći na dvoboj s njime. Pripovjedač ga je počeo izbjegavati jer je smatrao da mu je čast okaljana. Nakon nekog vremena Silvije je dobio pismo i iznenada odlučio otputovati. Prije odlaska je pozvao čitav puk, uključujući i pripovjedača, na zadnju večeru. Nakon nje mu je ispripovjedio svoju priču. Naime, dok je služio kao husar, u svojem je puku slovio kao prvi bekrija i sudionik u dvobojima. Jednom je u njihov puk došao mladi grof, bogat i uspješan kod žena. Silvije je odbio njegovo prijateljstvo. Sukobili su se zbog žene svojeg domaćina, poljskog plemića; Silvije ga je uvrijedio, mladić ga je ošamario i odlučili su sukob riješiti dvobojem.
Njegov protivnik je na dogovoreno mjesto došao s kapom trešanja u rukama. Dopustio mu je da gađa prvi, no ovaj ga nije ranio, nego samo probušio kapu. Dok je Silvije nišanio, mladić je bezbrižno jeo trešnje, što je husara ražestilo. Rekao mu je da mu ne želi smetati dok doručkuje, te da ne misli sada gađati.
Nakon tog događaja Silvije se povukao iz službe i preselio, te čekao trenutak za osvetu. U pismu koje je dobio obavijestili su ga da je mladić u Moskvi i da se uskoro treba oženiti. Odlučio je otputovati i tražiti zadovoljštinu jer je znao da mladić neće više biti ravnodušan prema smrti kao prvi put.
Nekoliko godina nakon Silvijevog odlaska, pripovjedač se bio nastanio u siromašnom selu gdje je vrijeme uglavnom provodio sam pa ga je najavljeni dolazak grofa i grofice na susjedno imanje silno razveselio. U prvom posjetu njihovoj kući primijetio je rupu na slici napravljenu dvama mecima. Razgovarajući s domaćinom o tome, otkrili su da oboje poznaju Silvija, i da je on upravo taj vjetrogonja s kojim je husar bio na dvoboju. Ispričao mu je kraj priče: kad je bio na medenom mjesecu na tom istom imanju, pojavio se Silvije i zatražio nastavak dvoboja. Nanišanio je u njega, ali se predomislio i zatražio da bacaju kocku koja će odlučiti tko će prvi pucati. Kocka je pala na grofa koji je promašio i pogodio sliku. Kad je došao red na Silvija, u sobu je ušla njegova supruga koja mu se iz očaja bacila pred noge. Na kraju je grof bijesno upitao husara da li će pucati ili neće. On mu je odgovorio da neće i nastavio: "Zadovoljan sam, vidio sam kako si smeten, uplašen, prisilio sam te da pucaš u mene. To mi je dovoljno. Sjećat ćeš me se. Ostavljam te tvojoj savjesti." Prije samog odlaska zaustavio se na pragu, okrenuo prema slici i pucao u nju. Nakon toga je bez riječi izašao i više nikad se nisu sreli.
Pripovjedač je kasnije doznao da je Silvije za bune Aleksandra Ipsilantisa predvodio odred heterista i poginuo u bici kod Skuljana.

## Suvremenici
Zanimanje suvremenika za ciklus nije bilo veliko. Međutim, pripovijest Hitac vrednuje se više od ostalih
Pripovijest često uspoređuju s dramom iz 1830. Hernani Victora Hugoa (no, herceg de Silva koristi svoje pravo na Hernanijev život, miješanje done Sol, koja moli da pomiluje njezina muža, ništa ne može izmijeniti i svi poginu), poemom Bal Baratinskog (1828.) i pripoviješću Bestuževa Večer u bivaku (1823.).
U pripovijesti također ukazuju na parodije romantičarskih književnih klišeja, najčešće reminiscencije iz Aleksandra Bestuževa (Večer u Kavkavskoj banji 1824. godine iz 1830., Roman u sedam pisama, Gideon, Zamak Weyden iz 1821., Zamak Neuhausen iz 1824., Izdajnik i Revelski turnir iz 1825.).

## Autobiografičnost
Hitac se prvobitno sastojao samo od jedne glave, a završivši ga 12. listopada 1830., Puškin je dopisao da je kraj priče izgubljen, a time ujedno odustao od namjere da nastavi pripovijedanje. Na taj je način pripovijest dobila autobiografski karakter, jer je sadržavala elemente dvoboja između Puškina i časnika Zubova održanog u lipnju 1822. u Kišinjevu. Povjesničar Pjotr Bartenjev, opisujući te događaje i pozivajući se na svjedoke, pisao je da se Puškin pojavio s trešnjama i jeo ih dok je Zubov pucao prvi. Nakon što je Zubov promašio, Puškin je otišao. Drugu je glavu napisao 14. listopada 1830.

## Ekranizacije
- 1942. - Un colpo di pistola, Italija, redatelj Renato Castellani,[8]
- 1965. - Wystrzal, Poljska, redatelj Jerzy Antczak,[9]
- 1966. - Vystrel, SSSR, redatelj Naum Trahtenberg.[10]